# Tribunal de Magistrados de Bow Street

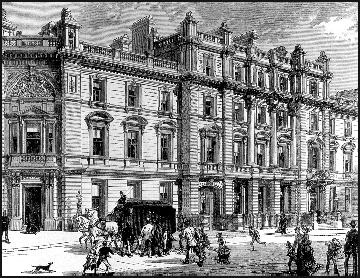
Representação do século XIX do Tribunal de Magistrados de Bow Street, ao qual os Bow Street Runners estavam ligados.

O Tribunal de Magistrados de Bow Street tornou-se um dos tribunais de magistrados mais famosos da Inglaterra . Ao longo de seus 266 anos de existência, ocupou vários edifícios na Bow Street, no centro de Londres, imediatamente a nordeste de Covent Garden . Fechou em 2006 e seu trabalho mudou para um conjunto de quatro tribunais de magistrados: Westminster, Camberwell Green, Highbury Corner e o Tribunal de Magistrados da Cidade de Westminster. O magistrado sênior em Bow Street até 2000 foi o Chief Metropolitan Stipendiary Magistrate.
O edifício, classificado como grau II, é agora um hotel e um museu da polícia.

## História

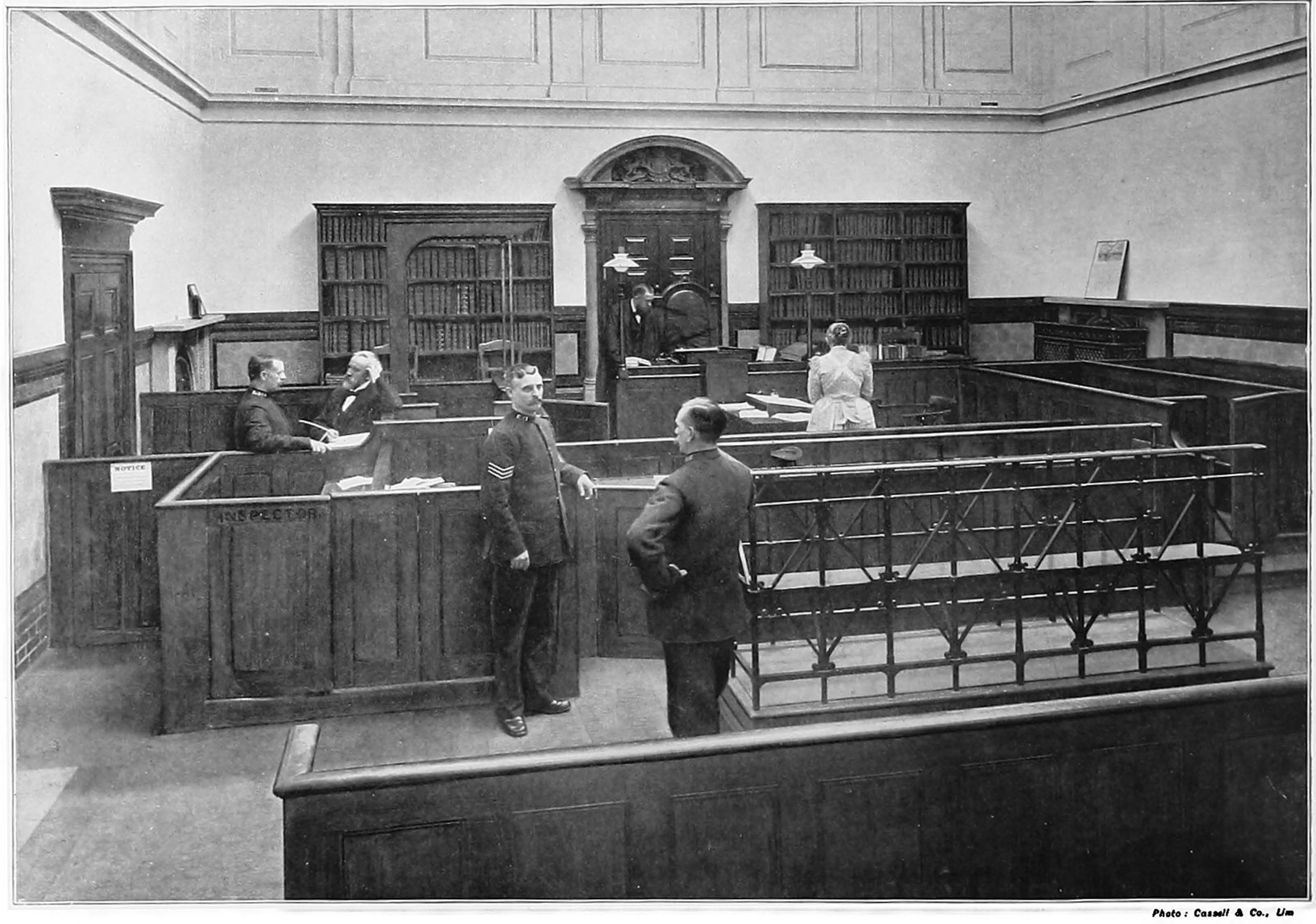
A Corte em 1895

O primeiro tribunal em Bow Street foi estabelecido em 1740, quando o coronel Sir Thomas de Veil, um juiz de Westminster, sentou-se como magistrado em sua casa no número 4. De Veil foi sucedido pelo romancista e dramaturgo Henry Fielding em 1747. Ele foi nomeado magistrado da cidade de Westminster em 1748, numa época em que o problema do consumo de gim e o crime resultante estavam no auge. Havia oito estabelecimentos licenciados na rua e Fielding relatou que uma em cada quatro casas em Covent Garden era uma loja de gim. Em 1749, em resposta aos apelos para encontrar um meio eficaz de combater o aumento do crime e da desordem, Fielding reuniu oito policiais confiáveis, conhecidos como "Pessoal do Sr. Fielding", que logo ganharam reputação de honestidade e eficiência em sua busca por criminosos. Os policiais passaram a ser conhecidos como Bow Street Runners . O meio-irmão cego de Fielding, Sir John Fielding (conhecido como o "Blind Beak of Bow Street"), sucedeu seu irmão como magistrado em 1754 e refinou a patrulha na primeira força policial verdadeiramente eficaz da capital. O início do século 19 viu um aumento dramático no número e no escopo da polícia baseada em Bow Street com a formação de 1805 da Bow Street Horse Patrole, que cobria os limites de Londres e foi a primeira unidade policial uniformizada na Grã-Bretanha, e em 1821 a Patrulha Montada Desmontada que cobria áreas suburbanas.
Quando o Metropolitan Police Service foi estabelecido em 1829, uma delegacia logo foi instalada nos números 25 e 27.
Em 1876 , o Duque de Bedford alugou um terreno no lado leste da Bow Street para os Comissários da HM Works and Public Buildings para um novo tribunal de magistrados e a delegacia de polícia, com um aluguel anual de £ 100. O trabalho no edifício atual de acordo com um projeto do agrimensor do Office of Works, Sir John Taylor, começou em 1878 e foi concluído em 1881 - a data de 1879 na pedra acima da porta do edifício atual é quando se esperava que o trabalho terminasse. . A entrada da listagem da Inglaterra histórica descreve o estilo arquitetônico como " graeco-romano eclético e digno, com alguns detalhes ligeiramente vanbrughianos, ao estilo Pennethorne ".
Em 1878, o dicionário geográfico Walter Thornbury publicou que o estabelecimento, ainda chamado geralmente de Casa dos Magistrados, consistia em "três magistrados, cada um atendendo dois dias na semana".

## Fechamento e reconstrução

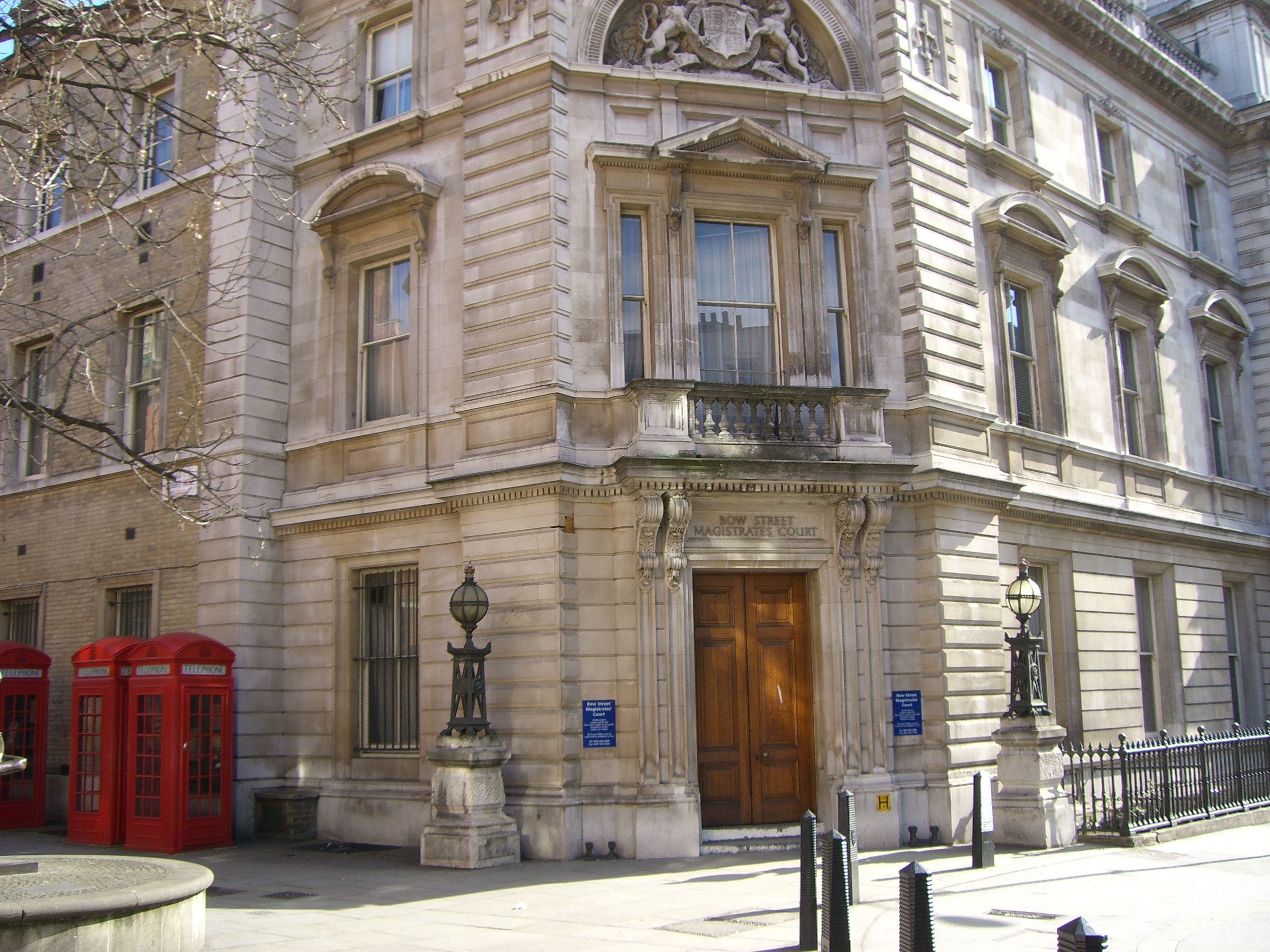
O tribunal em 2006

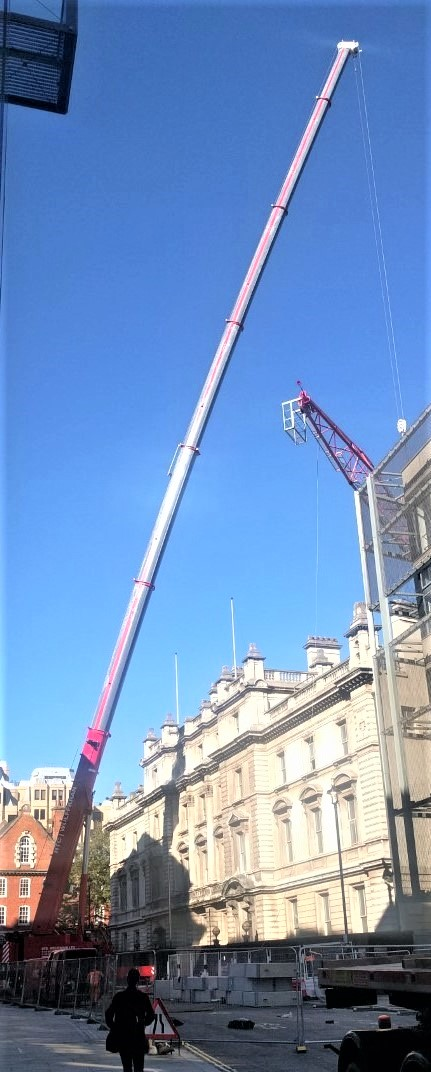
Reabilitação, outubro de 2018

O status tombado do prédio, contendo o tribunal e a delegacia de polícia, significava que não era econômico atualizá-lo para os padrões modernos. Foi assim considerado o seu encerramento, permitindo uma melhor utilização de um edifício que dá para a frente da Royal Opera House .
A delegacia de polícia foi fechada em 1992, e em 2004 o tribunal foi colocado à venda por seus proprietários conjuntos, a Greater London Magistrates' Courts Authority e a Metropolitan Police Authority . Em julho de 2005, o local foi comprado pelo promotor imobiliário Gerry Barrett para convertê-lo em um hotel boutique, e o tribunal foi encerrado em 14 de julho de 2006. O caso final foi o de Jason John Handy, um alcoólatra vagabundo de 33 anos acusado de violar sua ordem de comportamento antissocial. Outros casos no último dia incluíram mendigos, ladrões de lojas, motoristas ilegais de minitáxis e uma audiência terrorista - a primeira desse tipo - na qual um suspeito de terrorismo foi acusado de violar sua ordem de controle. O último dia foi fortemente assistido por membros da imprensa. Os casos restantes do tribunal foram transferidos para o Tribunal de Magistrados de Horseferry Road, que foi fechado em 2011, quando seu trabalho foi transferido para o antigo Tribunal de Marylebone e renomeado para Tribunal de Magistrados de Westminster.
Em 2008, o local da Bow Street foi vendido para desenvolvedores austríacos que obtiveram permissão de planejamento para um hotel e museu da polícia, mantendo a fachada do antigo prédio do tribunal. Em outubro de 2016, o local foi vendido novamente, para o braço britânico da empresa de investimentos do Catar BTC, que usou a permissão de planejamento existente. Um hotel de 91 quartos, administrado pela rede NoMad, com sede em Nova York, foi inaugurado em maio de 2021, assim como um restaurante público e um museu da história da polícia local.

## Réus famosos
Muitos acusados famosos passaram por Bow Street, muitas vezes antes do julgamento no Tribunal Criminal Central, Old Bailey ou em outros centros do Tribunal da Coroa, ou quando detidos por extradição ou acusações de terrorismo. Esses incluem:
- Giacomo Casanova
- Roger Casement
- Dr Crippen
- Abu Hamza al-Masri
- William Brooke Joyce
- Irmãos Kray
- Emmeline e Christabel Pankhurst
- General Pinochet
- John Cyril Porte
- Oscar Wilde